# Ana Elena Escalante Hernández
Ana Elena Escalante Hernández es una científica mexicana. Es experta en ecología microbiana y evolución de microorganismos.
Desde 2020 es directora del del Instituto de Ecología de la Universidad Nacional Autónoma de México (UNAM), cargo que ocupará hasta 2024. Desde 2011 es investigadora del Laboratorio Nacional de Ciencias de la Sostenibilidad (LANCIS), misma del que es jefa desde 2016.

## Formación académica
Estudió la licenciatura en biología en la Facultad de Ciencias de la UNAM (1995-1999), de la cual se tituló con mención honorífica y fue galardonada con la medalla Gabino Barreda por el mejor promedio de la generación (2001). Posteriormente estudió el doctorado en ciencias biomédicas, con el proyecto de investigación «Ecología Evolutiva de Procariontes en Cuatro Ciénegas Coahuila, México» (2007).

## Formación profesional
Fue postdoctorante en el Instituto de Biotecnología de la Universidad de Minnesota (2008-2011), con el proyecto «Arquitectura y evolución de redes genéticas implicadas en el desarrollo de Myxococcus xanthus, un modelo simple de organización biológica». Después se incorporó al Centro de Investigación Científica y de Educación Superior de Ensenada como investigadora (marzo-noviembre 2011), y desde diciembre de 2011 es investigadora del Instituto de Ecología de la UNAM.
Ha impartido cursos de posgrado en el National Socio-Environmental Synthesis Center (SESYNC) de la Universidad de Maryland, en el Instituto de Ecología, AC (INECOL), en el Centro de Investigación Científica y Estudios Superiores de Ensenada (CICESE), y en los posgrados en Ciencias Biológicas, en Ciencias Biomédicas y en Ciencias de la Sostenibilidad de la UNAM. También ha impartido cursos sobre «Ecología microbiana y sus aplicaciones en el manejo sostenible del medio ambiente» a nivel licenciatura en la Facultad de Ciencias de la UNAM.

## Líneas de investigación
- Consecuencias funcionales de la diversidad microbiana en el ecosistema.
- Desarrollo de herramientas para el trabajo transdisciplinario en problemáticas de sostenibilidad.
- Efectos ambientales y genéticos en la adaptación y el fenotipo.[5][6]

## Financiamiento
Ha recibido financiamiento por parte de los programas UC-Mexus, Fondo sectorial CONACYT-SENER-Sustenabilidad energética, Global Consortium for Sustainability Outcomes, entre otros.

## Premios y distinciones
- Investigadora Nacional Nivel II. Sistema Nacional de Investigadores (2020)[9]
- Premio Mujeres en la Ciencia L’Oréal-UNESCO-AMC (2012)[10][11]
- Medalla Gabino Barreda, UNAM (2001)[3]